# Rosellina Burri-Bischof
Rosellina Burri-Bischof (Zürich, 5 juni 1925 - aldaar, 30 januari 1986) was een Zwitserse onderwijzeres, maatschappelijk werkster en conservatrice.

## Biografie
Rosellina Burri-Bischof was een dochter van Moses Mandel en van Anna Prazak. Ze trouwde in 1949 met Werner Bischof en hertrouwde in 1963 met René Burri. Van 1946 tot 1949 was ze onderwijzeres en maatschappelijk werkster in Rimini. Van 1956 tot 1958 had ze de leiding over het fotoagentschap Magnum Suisse. Ze maakte tevens diverse werken over haar eerste echtgenoot Werner Bischof en was mede-oprichtster van de Zwitserse Fotografiestichting. Ze werkte actief mee aan de films en publicaties van haar tweede echtgenoot René Burri en organiseerde van 1976 tot 1981 fototentoonstellingen in het Kunsthaus in Zürich.
- Gemeinsame Normdatei: 1062584546
- Historisch woordenboek van Zwitserland: 032114
- International Standard Name Identifier: 0000 0000 6357 7465
- Library of Congress Control Number: n86130304
- Nationale Bibliotheek van Tsjechië: pna20191042247
- Nationale Bibliotheek van Israël: 987007396762505171
- Système universitaire de documentation: 188481060
- Museum of New Zealand Te Papa Tongarewa: 45457
- Virtual International Authority File: 6420786
- WorldCat: E39PBJB8wjf3mD33VHB4CBdvpP